# 사프로스피라목
사프로스피라목(Saprospirales)은 의간균문에 속하는 세균 목의 하나이다. 3개 과를 포함하고 있다. 사프로스피라강(Saprospiria)의 유일한 목이다.

## 하위 분류
- 할리스코메노박테르과 (Haliscomenobacteraceae) Hahnke et al. 2017
- 레위넬라과 (Lewinellaceae) Hahnke et al. 2017
- 사프로스피라과 (Saprospiraceae) Krieg et al. 2012